# Estéfano
Fabio Alonso Salgado (Manizales, 19 de agosto de 1966), más conocido como Estéfano, es un músico, cantautor y productor discográfico colombiano. Junto con Donato Póveda formó el dúo Donato y Estefano, editando tres álbumes de estudio entre 1995 y 1999. Después de la disolución del dúo, continuó su carrera en solitario con su álbum Código Personal: A Media Vida, publicado en el año 2005.

## Biografía
Estéfano dejó su hogar en Manizales, Colombia, para irse a los Estados Unidos en 1987, llegando como aspirante a compositor. Firmó su primer contrato en 1992 con Foreign Imported Productions, una compañía con sede en Miami propiedad de Emilio Estefan Jr. Su debut como compositor se produjo ese mismo año en el álbum Otro día más sin verte de Jon Secada, a saber, en los éxitos número uno "Cree en Nuestro Amor" y "Sentir". Un año más tarde escribió canciones para la esposa de Estefan, Gloria, escribiendo gran parte de las canciones de su álbum ganador del Grammy Mi Tierra, incluyendo un par de sencillos número uno en la lista de Billboard Hot Latin Tracks: la canción homónima y "Mi buen amor".
Tras este notable éxito, Estéfano se asoció con el cantautor cubano Donato Poveda para formar el dúo Donato y Estéfano, logrando algunos éxitos comerciales. Tras la disolución del grupo, Estéfano volvió a componer y también empezó a desempeñarse como productor. Otros dos artistas de pop latino que se beneficiaron enormemente del trabajo de Estéfano en esa época fueron Paulina Rubio con su álbum más vendido, Paulina, y Thalía con su álbum número uno en la lista de Billboard Top Latin Albums, Thalía.
En 2005, cuando ya había sido galardonado con el premio de Compositor Latino del Año del Broadcast Music, Inc. en siete ocasiones, Estéfano hizo su debut en solitario con Código Personal: A Media Vida, una colección de canciones especialmente personales que había escrito para sí mismo. Sin embargo, este álbum no fue tan exitoso como su trabajo anterior para otros artistas.

## Discografía

### Con Donato & Estéfano
- Mar Adentro (1995)
- Entre la Línea del Bien y la Línea del Mal (1997)
- De Hombre a Mujer (1999)
- Lo Mejor de Donato & Estéfano (2000)

### Como solista
- Código Personal: A Media Vida (2005)

## Composiciones
| Canción                    | Artista       | Álbum            | Año  | Coautores                                                     |
| -------------------------- | ------------- | ---------------- | ---- | ------------------------------------------------------------- |
| Lo Haré Por Ti             | Paulina Rubio | Paulina          | 2000 |                                                               |
| El Último Adiós            | Paulina Rubio | Paulina          | 2000 |                                                               |
| Y Yo Sigo Aquí             | Paulina Rubio | Paulina          | 2000 |                                                               |
| «Sin Aire»                 | Paulina Rubio | Paulina          | 2000 |                                                               |
| «Tan Sola»                 | Paulina Rubio | Paulina          | 2000 | Marcello Azevedo                                              |
| Sexi Dance                 | Paulina Rubio | Paulina          | 2000 |                                                               |
| Baila Casanova             | Paulina Rubio | Border Girl      | 2002 | Calanit Ledani/Darryl Cero/Jeeve Ducornet/Kevin Colbert       |
| «Libre»                    | Paulina Rubio | Border Girl      | 2002 | Marcello Azevedo                                              |
| «Cuando Tú Me Miras»       | Litzy         | La Rosa          | 2004 | Jose Luis Pagan                                               |
| «Cien Años De Soledad»     | Litzy         | La Rosa          | 2004 | Julio Reyes                                                   |
| «Corrido De La Frontera»   | Litzy         | La Rosa          | 2004 | Jose Luis Pagan                                               |
| «Quiero Que Te Vayas»      | Litzy         | La Rosa          | 2004 | Jose Luis Pagan                                               |
| Amar sin ser amada         | Thalía        | El Sexto Sentido | 2005 | Jose Luis Pagan                                               |
| Seducción                  | Thalía        | El Sexto Sentido | 2005 | Jose Luis Pagan                                               |
| «Un Sueño Para Dos»        | Thalía        | El Sexto Sentido | 2005 | Jose Luis Pagan                                               |
| «Sabe Bien»                | Thalía        | El Sexto Sentido | 2005 | Julio Reyes                                                   |
| «24000 Besos (24000 Baci)» | Thalía        | El Sexto Sentido | 2005 | Adriano Celentano/Jose Luis Pagan/Lucio Fulci/Piero Vivarelli |
| Olvídame                   | Thalía        | El Sexto Sentido | 2005 | Julio Reyes                                                   |
| «No Puedo Vivir Sin Ti»    | Thalía        | El Sexto Sentido | 2005 | Jose Luis Pagan                                               |
| Un alma sentenciada        | Thalía        | El Sexto Sentido | 2005 | Jose Luis Pagan                                               |
| «No me voy a quebrar»      | Thalía        | El Sexto Sentido | 2005 | Jose Luis Pagan                                               |
| «Loca»                     | Thalía        | El Sexto Sentido | 2005 | Jose Luis Pagan                                               |
| «Enseñame»                 | Paulina Rubio | Gran City Pop    | 2009 | Paulina Rubio /David Cabrera                                  |
| «Melodía De Tu Alma»       | Paulina Rubio | Gran City Pop    | 2009 | Paulina Rubio                                                 |
| «Más Qué Amigos»           | Paulina Rubio | Gran City Pop    | 2009 | Paulina Rubio /David Cabrera                                  |
| «El Tren De La Vida»       | Paulina Rubio | Gran City Pop    | 2009 | Paulina Rubio /David Cabrera                                  |
| «Vuela Muy Alto»           | Jerry Rivera  | Vuela muy alto   | 2002 | Julio Reyes                                                   |
| «Herida Mortal»            | Jerry Rivera  | Vuela muy alto   | 2002 | Julio Reyes                                                   |